# Xã Durham, Quận Hancock, Illinois
Xã Durham (tiếng Anh: Durham Township) là một xã thuộc quận Hancock, tiểu bang Illinois, Hoa Kỳ. Năm 2010, dân số của xã này là 278 người.